# Wude
Wu De (chinesisch 武德, Pinyin Wǔ Dé – „Wǔ „Krieg, Kampf“, Dé „Moral““) bezeichnet die Moral der Kampfkunst (Die Tugenden des Shaolin, Kampfkunstmoral, die Tugenden der Kampfkunst). Wu De kann als Lehrplan für traditionelles Shaolin Kung Fu betrachtet werden, wobei es nicht ausschließlich eine Shaolin-Lehre ist. Wu De ist ein wichtiges moralisches Gerüst für alle, die eine Kampfkunst praktizieren.
Es besteht aus 13 Themen und ist in drei Teile gegliedert: fünf Tugenden des Geistes, fünf Tugenden des Handelns und die drei erwarteten Tugenden.

## Die erwarteten Tugenden
- 慈悲 Cí Bei – Barmherzigkeit (Mitgefühl)
- 自制 Zì Zhì – Selbstbeherrschung (Selbstständigkeit)
- 谦虚 Qian Xu – Bescheidenheit (Demut, Zurückhaltung)

## Die Tugenden des Handelns
- 谦虚 Qian Xu – Demut (Bescheidenheit, Zurückhaltung)
- 尊敬 Zun Jing – Respekt (Achtung)
- 正义 Zheng Yi – Gerechtigkeit
- 信用 Xin Yong – Vertrauen (Glaubwürdigkeit)
- 忠诚 Zhong Cheng – Loyalität (Treue, Gehorsam)

## Die Tugenden des Geistes
- 意志 Yi Zhi – Wille (Ambition)
- 忍耐 Ren Nai – Ausdauer (Durchhaltewille)
- 毅力 Yi Li – Beharrlichkeit (fester Wille)
- 耐 心 Nai Xin – Geduld
- 勇敢 Yong Gan – Mut (Tapferkeit, Kühnheit)